# Diócesis de Francistown
La diócesis de Francistown (en latín: Dioecesis Francistaunen(sis) y en inglés: Roman Catholic Diocese of Francistown) es una circunscripción eclesiástica latina de la Iglesia católica en Botsuana, sufragánea de la arquidiócesis de Pretoria. La diócesis tiene al obispo Anthony Pascal Rebello, S.V.D. como su ordinario desde el 5 de julio de 2021. 

## Territorio y organización
La diócesis tiene 472 995 km² y extiende su jurisdicción sobre los fieles católicos de rito latino residentes en los distritos de: Ghanzi, Central, Noreste, Noroeste y Chobe.
La sede de la diócesis se encuentra en la ciudad de Francistown, en donde se halla la Catedral de Nuestra Señora del Desierto.
En 2019 en la diócesis existían 17 parroquias.

## Historia
El vicariato apostólico fue erigido el 27 de junio de 1998 con la bula Ad aptius del papa Juan Pablo II, obteniendo el territorio de la diócesis de Gaborone.
El 5 de junio de 2007 cambió la provincia eclesiástica pasando de la de Bloemfontein a la de Pretoria.
El 2 de octubre de 2017 el vicariato apostólico fue elevado a diócesis en virtud de la bula Divino Domini del papa Francisco.

## Estadísticas
De acuerdo al Anuario Pontificio 2020 la diócesis tenía a fines de 2019 un total de 26 500 fieles bautizados.
| Año                                                                             | Población            | Población | Población      | Sacerdotes | Sacerdotes    | Sacerdotes    | Bautizados por sacerdote | Diáconos permanentes | Religiosos | Religiosos | Parroquias |
| Año                                                                             | Bautizados católicos | Total     | % de católicos | Total      | Clero secular | Clero regular | Bautizados por sacerdote | Diáconos permanentes | Varones    | Mujeres    | Parroquias |
| ------------------------------------------------------------------------------- | -------------------- | --------- | -------------- | ---------- | ------------- | ------------- | ------------------------ | -------------------- | ---------- | ---------- | ---------- |
| 1999                                                                            | 17 262               | 704 780   | 2.4            | 15         | 1             | 14            | 1150                     |                      | 20         | 19         | 9          |
| 2000                                                                            | 17 506               | 703 802   | 2.5            | 17         | 3             | 14            | 1029                     |                      | 23         | 22         | 10         |
| 2001                                                                            | 17 294               | 701 507   | 2.5            | 19         | 3             | 16            | 910                      |                      | 19         | 23         | 10         |
| 2002                                                                            | 17 544               | 705 774   | 2.5            | 20         | 8             | 12            | 877                      |                      | 15         | 23         | 13         |
| 2003                                                                            | 17 896               | 801 729   | 2.2            | 22         | 8             | 14            | 813                      |                      | 16         | 23         | 15         |
| 2004                                                                            | 20 316               | 831 204   | 2.4            | 25         | 10            | 15            | 812                      |                      | 17         | 28         | 15         |
| 2007                                                                            | 20 692               | 847 000   | 2.4            | 29         | 15            | 14            | 713                      |                      | 17         | 27         | 18         |
| 2010                                                                            | 19 094               | 847 000   | 2.2            | 31         | 13            | 18            | 616                      |                      | 22         | 28         | 17         |
| 2014                                                                            | 16 456               | 920 631   | 1.8            | 23         | 11            | 12            | 715                      |                      | 16         | 28         | 17         |
| 2017                                                                            | 25 600               | 1 199 000 | 2.1            | 22         | 10            | 12            | 1163                     |                      | 13         | 25         | 17         |
| 2019                                                                            | 26 500               | 1 240 280 | 2.1            | 25         | 12            | 13            | 1060                     |                      | 14         | 25         | 17         |
| Fuente: Catholic-Hierarchy, que a su vez toma los datos del Anuario Pontificio. |                      |           |                |            |               |               |                          |                      |            |            |            |

## Episcopologio
- Franklyn Nubuasah, S.V.D. (27 de junio de 1998-6 de junio de 2019 nombrado obispo de Gaborone)
  - Sede vacante (2019-2021)
- Anthony Pascal Rebello, S.V.D., desde el 5 de julio de 2021